# Чернівецький обласний коледж мистецтв імені Сидора Воробкевича
Чернівецький обласний коледж мистецтв ім.С.Воробкевича — вищий навчальний заклад І-го рівня акредитації. До 2017 року мав назву Черніве́цьке учи́лище мисте́цтв і́мені Си́дора Воробке́вича.

## Історія
Чернівецьке училище мистецтв імені Сидора Воробкевича було створене 5 травня 1997 року
шляхом об'єднання двох училищ: Чернівецького музичного училища і Чернівецького училища культури. Чернівецькому музичному училищу перед цим, в 1986 році, було присвоєно ім'я буковинського письменника і композитора Сидора Воробкевича. Нині це вищий навчальний заклад І-го ступеня акредитації з двома відділеннями: музичного мистецтва і культури.

### Чернівецьке музичне училище
Училище засновано у листопаді 1940 року. Першим його директором був Чижський Василь Іванович, який до того працював педагогом-хормейстером Київського музичного училища. Завідувачем навчальної частини був призначений Даценко Микола Савович. В новоствореному училищі було 33 викладача і 241 студент. Навчання було перервано Другою світовою війною, а поновлено в травні 1944 року. 12 листопада 1986 року училищу було присвоєно ім'я буковинського письменника і композитора Сидора Воробкевича.

Керівний та викладацький склад:

Директор училища мистецтв ім. С.Воробкевича В. В. Бобик (з 2007)

- Протягом 70-літньої історії училища його очолювали А. М. Попаденко, М. Д. Щербина, Б. В. Крижанівський, І. Б. Драго, Л. М. Румянцев, С. М. Козлов, О. І. Павлов, В. Д. Кобялко, І. В. Петрусяк, Р. Є. Левицький, В. В. Бобик
- Навчальною частиною завідували: Н. Л. Ранієць, П. Д. Кравець, О. М. Антонова, Л. М. Румянцев, А. М. Бєлохвостов, С. М. Козлов, Ю. А. Полторак, М. М. Ворошилов, О. І. Тютюнник, 0.П.Іваннікова, Т. Г. Стебунова, В. Д. Кобялко, І. В. Петрусяк, Р. Є. Левицький, О. М. Дебера, В. В. Михальчук.

- Викладачами, які зробили найбільший вклад в розвиток і функціювання училища вважаються:

Б. В. Крижанівський, Л. М. Румянцев, М. А. Ґольденберг, Г. М. Качанов, І. К. Петров, І. П. Рибалко, Я. С. Рипласький, М. М. Роднянська, Б. Є. Шиндарьов, Є. І. Шиндарьова, О. І. Філіпов, Л. Т. Очосальська, П. Г. Петренко, А. І. Столяревич, А. О. Геде, М. І. Лазарєв, Г. А. Талал, В. І. Самарін, А. П. Серебрі, А. М. Бєлохвостов, С. Н. Штейнберґ, О. М. Ніколін, О. Л. Ройзман, В. П. Бедусенко, О. М. Чмут.
Сьогодні на відділенні музичного мистецтва, що є правонаступником Чернівецького музичного училища, працюють 96 висококваліфікованих викладачів. Серед них — почесні ветерани О. П. Медведєва (нагороджена знаком Міністерства вищої і середньої освіти СРСР «За відмінні успіхи в галузі середньої спеціальної освіти»), В. Г. Городенський — заслужений працівник культури УРСР, лауреат «Літературно-мистецької премії імені Сидора Воробкевича», Й. М. Ельгісер (нагороджений знаком «Відмінник освіти України»), володар Золотої медалі ЮНЕСКО «Золоте ім'я світової культури», лауреат «Літературно-мистецької премії імені Сидора Воробкевича»), Т. Л. Рум'янцева (нагороджена знаком «Відмінник освіти України»), М. М. Щербань — заслужений працівник культури УРСР, Т. М. Шкурган (нагороджена знаком Міністерства культури СРСР «За відмінну працю»), Р. О. Кузьменко — заслужений діяч мистецтв України, Ю. І. Шевчук — заслужена артистка Башкирської АРСР, а також заслужені працівники культури УРСР В. Б. Галичанський, В. П. Бібік, М,М.Романко, С. М. Мазурик, Ю. Г. Шерстньова, Ю. А. Полторак, В. В. Лохвицький, 0.І.Тютюнник, О. Ю. Герасимов, І. М. Янковська, Т. М. Гнюс, Л. Г. Каптар, С. Й. Максименко. Т. Я. Павленко, В. Л. Волкова, С. М. Козлов, О. П. Іваннікова, В. Ю. Паранюк, Л. М. Колеснікова, І. Д. Медриш, В. М. Тимошенко.

## Галерея творчих колективів Чернівецького училища мистецтв імені Сидора Воробкевича

### Чернівецьке училище культури
Училище засновано в 1945 році. Функціонувати заклад почав як політико-освітній технікум з двома відділами: бібліотечним і клубним. Перший випуск спеціалістів відбувся в 1947—1948 навчальному році — дипломи отримали 35 бібліотечних працівників. У 1948 році відкрито заочний відділ. В 1947 році назву закладу змінено на Чернівецький технікум підготовки культурно-освітніх працівників, а в 1961 році технікум перейменовано в культурно-освітнє училище. Постановою 1990 року Міністерства культури України культурно-освітнє училище перейменовано в Чернівецьке училище культури.
За останні роки відбулися значні зміни в організації підготовки бібліотечних спеціалістів. Замість трьох спеціальних дисциплін майбутні бібліотекарі вивчають два інтегровані курси спецдисциплін «Документознавство» та «Організація діяльності і обслуговування в ДІС». Сюди входять дисципліни: документознавство, основи аналітико-синтетичної обробки документів, організація інформаційно-пошукових систем, організація потоків і масивів документів, обслуговування в ДІС, бібліографічна діяльність в ДІС та інші. Крім циклу спецдисциплін, чимало годин в навчальному плані відводиться на вивчення української літератури, зарубіжної літератури, української та зарубіжної історії.
Викладацький склад:
- Бібліотечних спеціалістів довгі роки готували такі викладачі, як Дутко Ф. М., Довжинська В. В., Нішенко С. М., Редько А. М., Савельєва Г. Ф., Швець В. І., Гуска С. В.

## Перелік спеціальностей об'єднаного училища
- фортепіано;
- оркестрові струнні інструменти;
- оркестрові духові та ударні інструменти;
- народні інструменти;
- спів;
- хорове диригування;
- теорія музики;
- народне інструментальне мистецтво.
- бібліотечна справа;
- хореографія;
- видовищно-театралізовані заходи.

## Найбільш відомі учні Чернівецького училища мистецтв імені Сидора Воробкевича

### Чернівецьке музичне училище
- Євген Савчук — народний артист України, лауреат Державної премії України імені Т.Г Шевченка, головний диригент і художній керівник Державної академічної хорової капели «Думка»;
- Софія Ротару — народна артистка України та Молдови, лауреат Міжнародного конкурсу в Софії, солістка Ялтинської філармонії;
- Степан Сабадаш — народний артист України, заслужений діяч мистецтв України, композитор, диригент, хормейстер;
- Юрій Гіна — народний артист України, композитор, музикант (скрипаль), диригент, педагог, професор;
- Георгій Агратіна — народний артист України, професор кафедри народних інструментів Національної музичної академії імені П. І. Чайковського;
- Микола Мозговий — народний артист України, співак, композитор;
- Петро Ончул — народний артист України, соліст Донецького театру опери і балету;
- Дмитро Попичук — народний артист України, керівник оркестрової групи Національної капели бандуристів;
- Павло Дворський — народний артист України, соліст Чернівецької обласної філармонії;
- Іво Бобул — народний артист України;
- Тарас Бойчук — художній керівник оркестру народних інструментів Вижниці, композитор, педагог;
- Ніна Ісакова[ru] — народна артистка СРСР, лауреат Державної премії Росії, солістка Московського академічного музичного театру імені Станіславського і Немировича-Данченка;
- Олександр Самоїле — народний артист Молдови, головний диригент Одеського Національного академічного театру опери та балету;
- Красовський Іван — заслужений артист України, співак, композитор, продюсер, директор рекордінгової компанії «IKRa records».
- Василь Герелло — заслужений артист України, народний артист Росії, оперний співак;
- Дмитро Гаврилець — заслужений діяч мистецтв України, професор Національної музикальної академії України ім. П. І. Чайковського;
- Бедусенко Сергій Валентинович — заслужений діяч мистецтв України, композитор, піаніст;
- Віктор Костриж — заслужений діяч мистецтв України, головний диригент державного симфонічного оркестру Таджикистану;
- Йосип Ельгісер — заслужений діяч мистецтв України, композитор, музикант (піаніст), педагог;
- Матейко Любомир Михайлович — скрипаль, художній керівник ансамблю «Дніпро», заслужений артист України;
- Леонід Затуловський — заслужений діяч мистецтв України, композитор;
- Олександр Логінов — заслужений діяч мистецтв Росії;
- Анатолій Стороженко — заслужений діяч мистецтв Росії;
- Марк Копитман — заслужений діяч мистецтв Молдови, композитор, музикознавець, професор Академії музики і танцю імені Рубіна в Єрусалимі;
- Фантух Антоніна Павлівна — заслужений діяч мистецтв України;
- Іван Миколайчук — заслужений артист УРСР, актор, режисер, сценарист;
- Маркіян Чередорчук[ru] — заслужений артист УРСР, музикант, флейтист;
- Олександра Арцемюк — заслужений артист України;
- Валерій Ломанець — заслужений артист України;
- Марта Шпак — співачка, композитор, хореограф, заслужений артист України;
- Людмила Шапко — заслужений артист України;
- Анатолій Мамалиґа — заслужений артист України;
- Микола Петрина — заслужений артист України;
- Ольга Добрянська — заслужений артист України;
- Лобурак Марія Миколаївна — заслужений артист України;
- Катерина Бужинська — народна артистка України, співачка;
- Павло Приймак — заслужений артист України, співак, соліст Національної опери України;
- Петро Приймак — заслужений артист України, співак, соліст Національної опери України;
- Аурика Ротару — заслужений артист України, співачка;
- Савка Омелян Мафтейович — Заслужений артист УРСР;
- Василь Галичанський — заслужений працівник культури України;
- Василь Городенський — заслужений працівник культури України;
- Юрій Блищук — заслужений працівник культури України;
- Михайло Мафтуляк — заслужений працівник культури України;
- Ілля Міський — заслужений працівник культури України;
- Микола Новицькин — заслужений працівник культури України;
- Василь Фокшук — заслужений працівник культури України;
- Микола Щербань — заслужений працівник культури України;
- Грещук Володимир Михайлович — Заслужений працівник культури України;
- Василь Михайлюк — композитор, диригент, автор відомої пісні «Черемшина»;
- Корнелій Саїнчук — музикант, диригент, культурно-громадський діяч, письменник;
- Олександр Шимко — композитор, музикант;
- Лідія Відаш — співачка;
- Шандор Каллош — композитор, диригент, музикант (скрипаль, лютніст);
- Оксана Радул — естрадна співачка;
- Олександр Вайсман[ru] — музикант (скрипаль), художник;
- Пилип Гершкович[en] — композитор, педагог;
- Шимко Олександр Артурович — піаніст, композитор, громадсько-музикальний діяч;
- Євгеньєва Марія Василівна — музикант, педагог, публіцист;
- Громцев Валерій Павлович — український композитор, музикант, заслужений діяч мистецтв України;
- Мостовий Іван Максимович — український кларнетист, педагог;
- Вінцерський Андрій Дмитрович — український музикант, композитор;
- Стець Юрій Ярославович — український політик та журналіст, народний депутат України, міністр інформації України.
- Василь Козак — український музикант, артист Буковинського ансамблю пісні і танцю, сурмач Чернівецької ратуші.
- Пендищук Іван Миколайович — український музикант кларнетист, Лауреат Республіканського конкурсу, концертмейстер групи кларнетів Національного симфонічного оркестру України, концертмейстер групи кларнетів симфонічного оркестру Держтелерадіо України, педагог
- Яківець Петро-український фаготист, концертмейстер групи фаготів симфонічного оркестру Держтелерадіо України
- Немечек Карл- трубач, концертмейстер групи труб Національного симфонічного оркестру України, педагог, проживає і працює в музичному коледжі Людвіксбург(Німеччина)
- Павло Усач — заслужений артист Молдавської РСР.

### Чернівецьке училище культури
Завідувачі сільських та міських бібліотек (філій), директори ЦБС, бібліотечні працівники обласної наукової бібліотеки ім. М.Івасюка, обласної дитячої бібліотеки: Довгань М. М., Боднар К. Ф., Біретто В. В., Мисловська Г. В., Гаврилюк О. О., Рудько І. В., Швайчук Н. Я., Сандуляк О. І., Гаврилець Г. М., Дуда О. І., Пухальська Г. Д., Цуркан Д. О., Банарь О. С., Ковбан Т. І., Сухолотюк О. М., Мицкан М. С., Місюга Є. І., Раца М. Т., Ковальська М. Н., Мандзюк А. І., Ротар Р. І., Мазуряк В. В., Кухарєва Н. І., Мойсюк Т. І., Пилипко П. Т., Попеску О. Г., Куберт Н. І.
Фундаторами бібліотечної справи на Буковині, керівниками провідних бібліотечних установ, фахівцями бібліотечно-бібліографічного обслуговування населення були випускники Абрамович Н. М., Боднар К. Ф., Біретто В. В., Фостій О. С., Хоменко Л. В., Гінзбург Р. Г., Деревенко П. М. У кожного з них стаж роботи понад 40 років. Понад 20 років очолював обласну наукову бібліотеку Ярошенко І. І.
Державних нагород удостоїлися бібліотечні працівники — випускники училища: Ярошенко І, І., Абрамович Н. М., Тулюлюк В. Г., Діанова І. А., Гончар Л. В., Дворський П. Г., Лупул М. М.
Почесного звання «Заслужений працівник культури України» удостоєні Ковбан Т. І. та Маліцька М. Б.